# Аделина Ърби
Аделина Паулина Ърби (на английски: Adeline Paulina Irby) е английска пътешественичка и писателка и симпатизантка на южнославянските народи. Заедно с Джорджина Макензи е арестувана като шпионка, двете заедно са авторки на книгата „Пътувания из славянските провинции на Европейска Турция“ (1867), която според Уилям Гладстоун е „най-добрата английска книга, която съм виждал по Източните въпроси“.

## Биография
Аделина Ърби е родена на 19 декември 1831 година в Морнингторп, Англия. Неин баща е контраадмирал Фредерик Пол Ърби, втори син на лорд Бостън, а брат ѝ е полковник Хауърд Ърби, известен орнитолог.
Сдружава се с Джорджина Макензи и през 1857 година двете заминават за спа центрове в Германия и Австро-Унгария, за да се укрепи здравето на Макензи.  В 1858 годин са арестувани за панславянска дейност в Карпатите. Не са изправени пред съд, никоя от тях не е наясно с „панславизма“, но и двате са заинтригувани и това става мотивация за по-нататъшни пътувания и изследвания.
Предприемат пътувания из земите на южните славяни в Османската империя. Три години обикалят из Балканите: от Цариград до Белград, през Сърбия, Босна и Херцеговина, до Далмация, Йонийските острови, от Солун до Северна Албания, от Триест в Хърватия до Белград. Правят пет пътувания, използвайки каруци, понякога покрити без пружини, носилки, преметнати между конете, или кон. Придружавани са винаги от трима до двадесет драгоманци и стражари. За по-добро разбиране на положението научават сърбохърватски и малко български; владеят и немски. Където и да отсядат, те разпитват и изследват положението на християните под турска власт, пишат подробни бележки, трупат свидетелства. Във всяко градче или град слушат разкази за турски зверства. Задават въпроси за положението на жените и училищата за момичета. Стават пламенни защитнички на южните славяни и определят своята мисия - да подобрят условията на християнските славянски жени чрез образование.
През 1862 година публикуват „Бележки за южнославянските страни в Австрия и Турция в Европа“ въз основа на лекцията на Макензи в Бат, и „През Карпатите“, но правят това анонимно.
Ърби и Макензи създават организация за събиране на средства; поради влошено здраве Джорджина Макензи не може повече да пътува и поема ангажименти в чужбина, а през 1871 година се жени. Ърби поддържа редовна кореспонденция с Флорънс Найтингейл, която я насърчава и подкрепя. През 1869 година със средствата отварят християнско девическо училище в Сараево, Ърби го ръководи сама от 1871 година. През 1872 към нея се присъединява Присила Джонстън, внучка на Томас Бъкстон. При Херцеговинско-босненското въстание (1875 – 1878) училището е затворено, а Аделина Ърби последва босненските бежанци и раздава храна на 3000 души от тях. През 1876 година се връща в Англия и докладва за седем училища, които са организирали. Това е от особен интерес, тъй като тогава се разпространяват новините за турските зверства при потушаването на Априлското въстание и за лейди Странгфорд. Ърби е спомената в парламента и Уилям Гладстон написва въведението към второто издание на нейната книга, която тя значително разширява с четири допълнителни глави. През 1879 година Аделина Ърби успява да отвори отново училището за християнски деца в Сараево; за него се смята, че е възпитало следващото поколение учители.
Умира на 15 септември 1911 година в Сараево.

## Сведения за българското население в Македония
Ърби и Макензи дават многобройни сведения за българската народност на населението в Македония, за неговия бит и живот под властта на турците.